# Épiphore
Pour les articles homonymes, voir Épistrophe et Épiphora.
Une épiphore (substantif féminin), du grec epi (« en plus ») et pherein (« porter, répéter, ajouter ») est une figure de style consistant en la répétition, à la fin de deux ou de plusieurs groupes de phrases ou de vers qui se succèdent, d'un même mot ou d'un même groupe de mots. Figure appartenant à la classe des répétitions, elle est l'équivalent symétrique de l'anaphore. Elle rythme la phrase, souligne un mot, une obsession, ou provoque un effet rythmique, d'où son utilisation fréquente en chanson.

## Définition

### Définition linguistique
L'épiphore est beaucoup plus rare d'utilisation que son célèbre pendant : l'anaphore. Cette figure est une transformation identique répétant un mot ou groupe de mots à la fin de plusieurs membres successifs ou de phrases, selon le schéma :
_____A / _____A
L'épiphore désigne un mécanisme de transformation pouvant être nommé par plusieurs autres termes : épistrophe ("retour") lorsqu'elle ne concerne que la poésie ou encore antistrophe ("même sens") lorsqu'on insiste sur sa conservation sémantique. Globalement il s'agit de la même figure désignée. Elle peut se combiner à l'anaphore et former une figure nouvelle : la symploque comme dans l'exemple suivant : « les yeux noirs de Stella, les yeux d’oiseau de Stella, se dilataient dans son visage creusé » (Anne Hébert)
Par convention, on admet la présence d'une épiphore à partir de trois occurrences du même mot ou du même segment.

### Définition stylistique
L'épiphore apporte souvent un effet mélancolique. Néanmoins elle peut avoir une fonction poétique de versification en facilitant la recherche de la rime. En général, l'épiphore est une figure complexe s'appuyant sur un ensemble de figures secondaires et sur des procédés et indices stylistiques variés : décroissante de vers (ton descendant, réduction du vers final au seul terme répété (voir l'exemple de Verhaeren), jeu sur les syllabes finales (homéotéleute), jeu sur les rimes féminines ou masculines. Comme l'anaphore, elle permet d'insister sur un propos ou une qualité, surtout dans les textes argumentatifs (voir la lettre de Valmont en exemple).
L'oral peut en user afin d'appuyer et d'insister sur un argument, mis en fin de proposition (« Tu es saoul ? Tu es saoul ! »).

### Genres concernés
Comme l'anaphore, l'épiphore peut être utilisée par tous les genres littéraires. La poésie en a néanmoins un recours plus privilégié, dans une dimension lyrique, liée à l'évocation de sentiments in petto et souvent mélancoliques.
Elle est très utilisée dans les discours politiques ou les slogans afin d'appuyer et d'insister sur un argument et de communiquer un message simple et frappant comme dans cette célèbre épiphore moderne : « Travailler plus pour gagner plus » de Nicolas Sarkozy, qui en a prononcé deux autres plus longues, lors du débat télévisé du second tour de l'élection présidentielle française de 2012, à la suite de l'anaphore de François Hollande ; la chanson l'utilise massivement afin de faciliter l'expression lyrique (Claude François par exemple avec « comm' d'habitude »). 
Au cinéma, on peut voir une épiphore dans la répétition d'une même scène ou image en fin de séquence visuelle.

## Exemples
« Longue comme des fils sans fin, la longue pluie

Interminablement, à travers le jour gris,

Ligne les carreaux verts avec ses longs fils gris,

Infiniment, la pluie,

La longue pluie,

La pluie. »

— Emile Verhaeren, La pluie (Les villages illusoires)

« Moi qui n'ai jamais prié Dieu

Que lorsque j'avais mal aux dents

Moi qui n'ai jamais prié Dieu

Que quand j'ai eu peur de Satan

Moi qui n'ai prié Satan

Que lorsque j'étais amoureux

Moi qui n'ai prié Satan

Que quand j'ai eu peur du Bon Dieu »

— Jacques Brel, La Statue

« [...] On s’ennuie de tout, mon Ange, c’est une loi de la Nature ; ce n’est pas ma faute.

Si donc je m’ennuie aujourd’hui d’une aventure qui m’a occupé entièrement depuis quatre mortels mois, ce n’est pas ma faute.

Si, par exemple, j’ai eu juste autant d’amour que toi de vertu, et c’est sûrement beaucoup dire, il n’est pas étonnant que l’un ait fini en même temps que l’autre. Ce n’est pas ma faute.

Il suit de là, que depuis quelque temps je t’ai trompée : mais aussi, ton impitoyable tendresse m’y forçait en quelque sorte ! Ce n’est pas ma faute.

Aujourd’hui, une femme que j’aime éperdument exige que je te sacrifie. Ce n’est pas ma faute.

Je sens bien que te voilà une belle occasion de crier au parjure : mais si la nature n’a accordé aux hommes que la constance, tandis qu’elle donnait aux femmes l’obstination, ce n’est pas ma faute.

Crois-moi, choisis un autre amant, comme j’ai fait une autre maîtresse. Ce conseil est bon, très bon ; si tu le trouves mauvais, ce n’est pas ma faute.

Adieu, mon ange, je t’ai prise avec plaisir, je te quitte sans regret : je te reviendrai peut-être. Ainsi va le monde. Ce n’est pas ma faute.[...] »

— Choderlos de Laclos, Les liaisons dangereuses, lettre CXLI

« Je veux que chacune et chacun puisse travailler dans notre pays plus facilement, que les entrepreneurs embauchent plus facilement, que les entrepreneurs investissent plus facilement, mais que chacune et chacun puisse aussi travailler plus facilement et soit mieux récompensé de son travail. »

— Emmanuel Macron, Discours de Clermont-Ferrand, 7 janvier 2017

### Figures proches
| Figure mère | Figure fille |
| ----------- | ------------ |
| répétition  | symploque    |

| Antonyme | Paronyme | Synonyme                |
| -------- | -------- | ----------------------- |
|          | anaphore | épistrophe, antépiphore |

### Débats
On peut définir l'épiphore comme une anaphore terminale.